# Tổ chức Xúc tiến Mậu dịch Nhật Bản
Tổ chức Xúc tiến thương mại Nhật Bản (JETRO) là một pháp nhân hành chính độc lập trực thuộc Bộ Kinh tế và Công nghiệp (Nhật Bản). Tên gọi hiện nay bằng tiếng Nhật của cơ quan này là 日本貿易振興機構（ジェトロ). Tổ chức này có trách nhiệm xúc tiến các hoạt động ngoại thương và đầu tư nước ngoài của Nhật Bản, hỗ trợ hoạt động kinh tế đối ngoại của các doanh nghiệp nhỏ và vừa Nhật Bản, thu thập và xử lý thông tin về kinh tế các nước trên thế giới, nghiên cứu các nước đang phát triển.
JETRO được thành lập vào năm 1951 tại thành phố Osaka. Tên gọi ban đầu của nó là Hội Nghiên cứu Thị trường Nước ngoài (海外市場調査会, Japan Export Trade Research Organization / JETRO là tập hợp các chữ cái đầu của cụm từ tiếng Anh này). Năm 1958, Hội này được chuyển đổi thành một cơ quan trực thuộc Bộ Công Thương (tiền thân của Bộ Kinh tế và Công nghiệp hiện nay). Cho đến nay, cả tên gọi tiếng Nhật và tiếng Anh của nó đều thay đổi, song tên gọi tắt JETRO vẫn luôn được sử dụng.
Hàng năm, cơ quan này đều tiến hành các điều tra và từ đó công bố các xuất bản phẩm quan trọng về tình hình ngoại thương của Nhật Bản, tình hình và triển vọng đầu tư trực tiếp ra nước ngoài của Nhật Bản.
Địa chỉ trụ sở chính của JETRO tại Nhật Bản: Ark Mori Building, 6F 12-32, Akasaka 1-chome, Minato-ku, Tokyo; Mã bưu chính: 107-6006.
Địa chỉ Văn phòng JETRO tại Việt Nam: 63 Lý Thái Tổ, Hà Nội.